# Pryšec skočcový

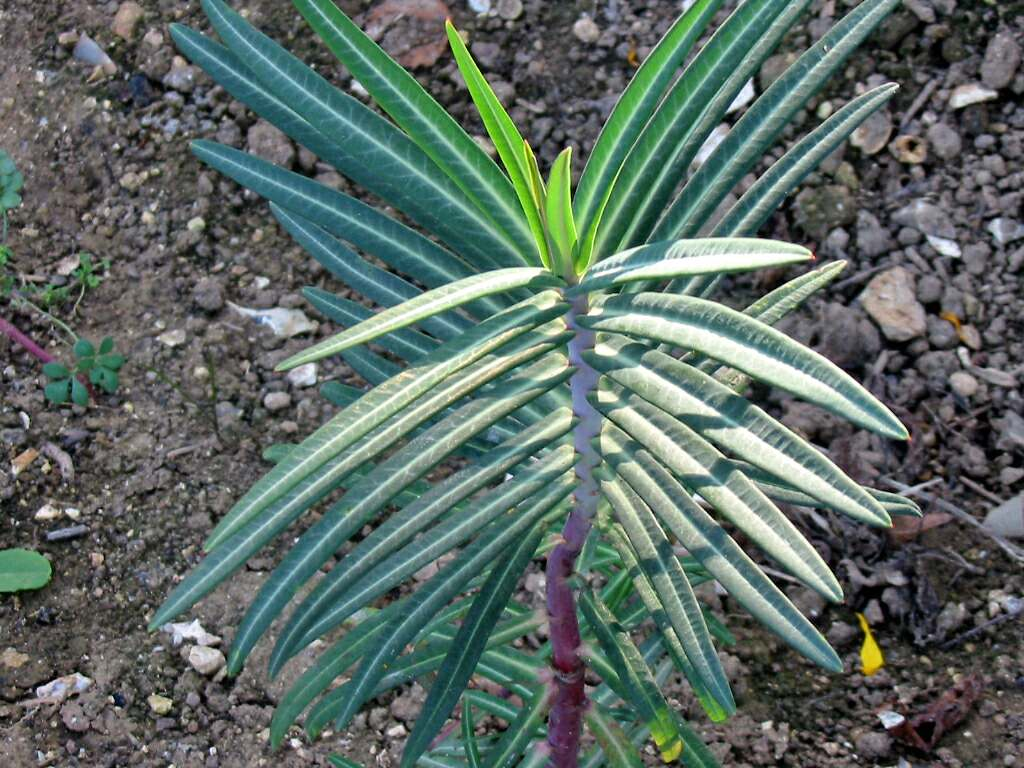
Listy

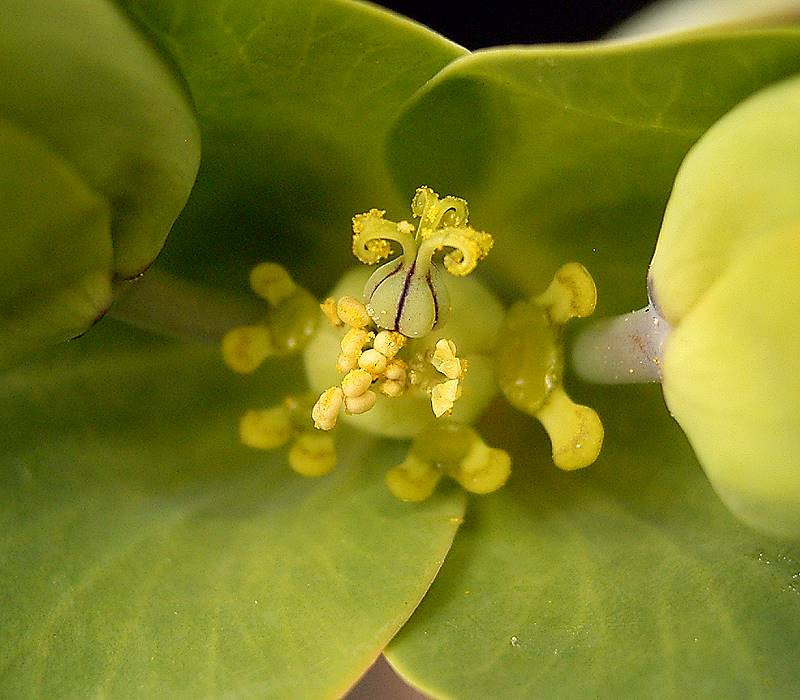
Cyathium

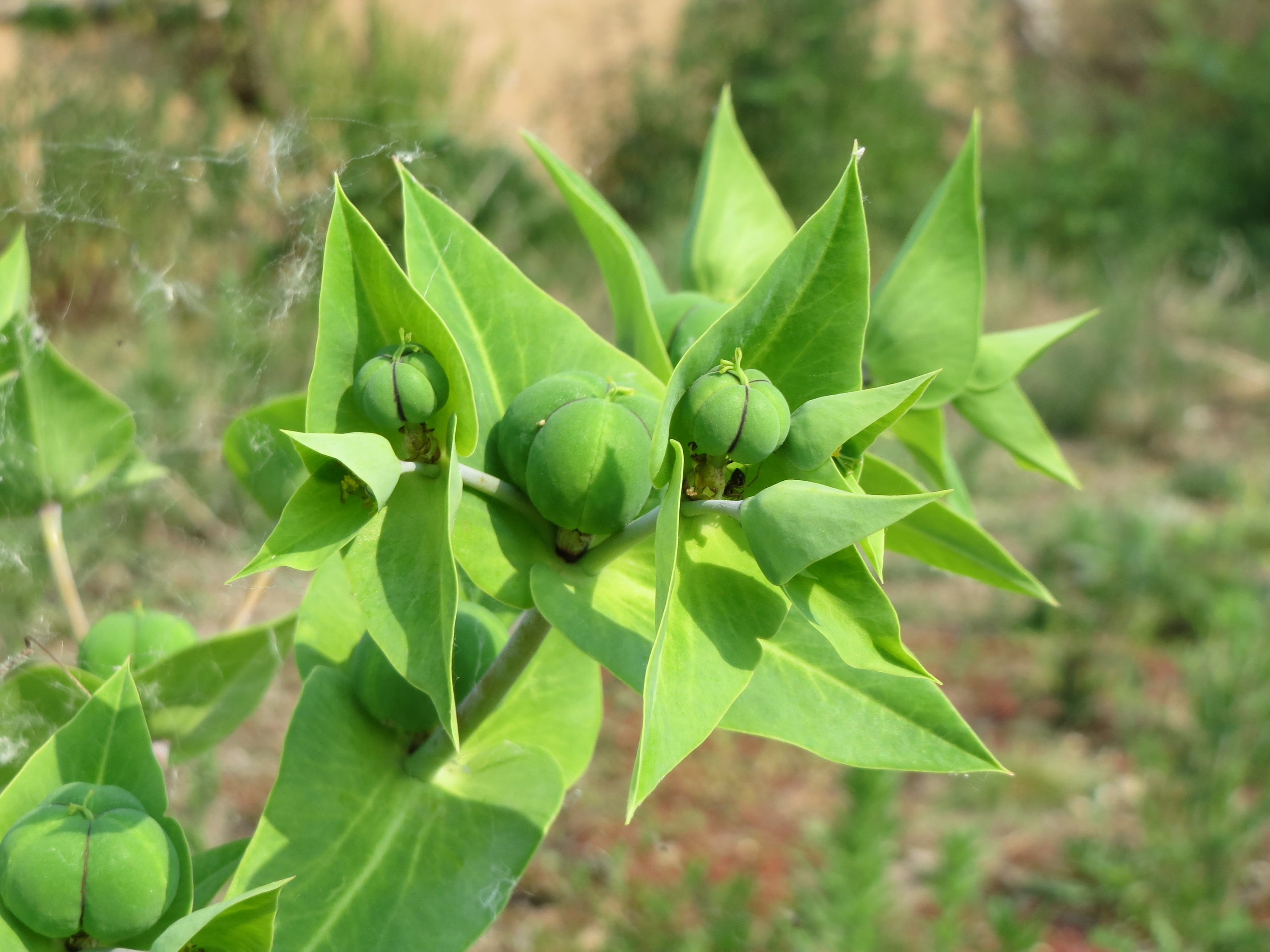
Nezralé tobolky

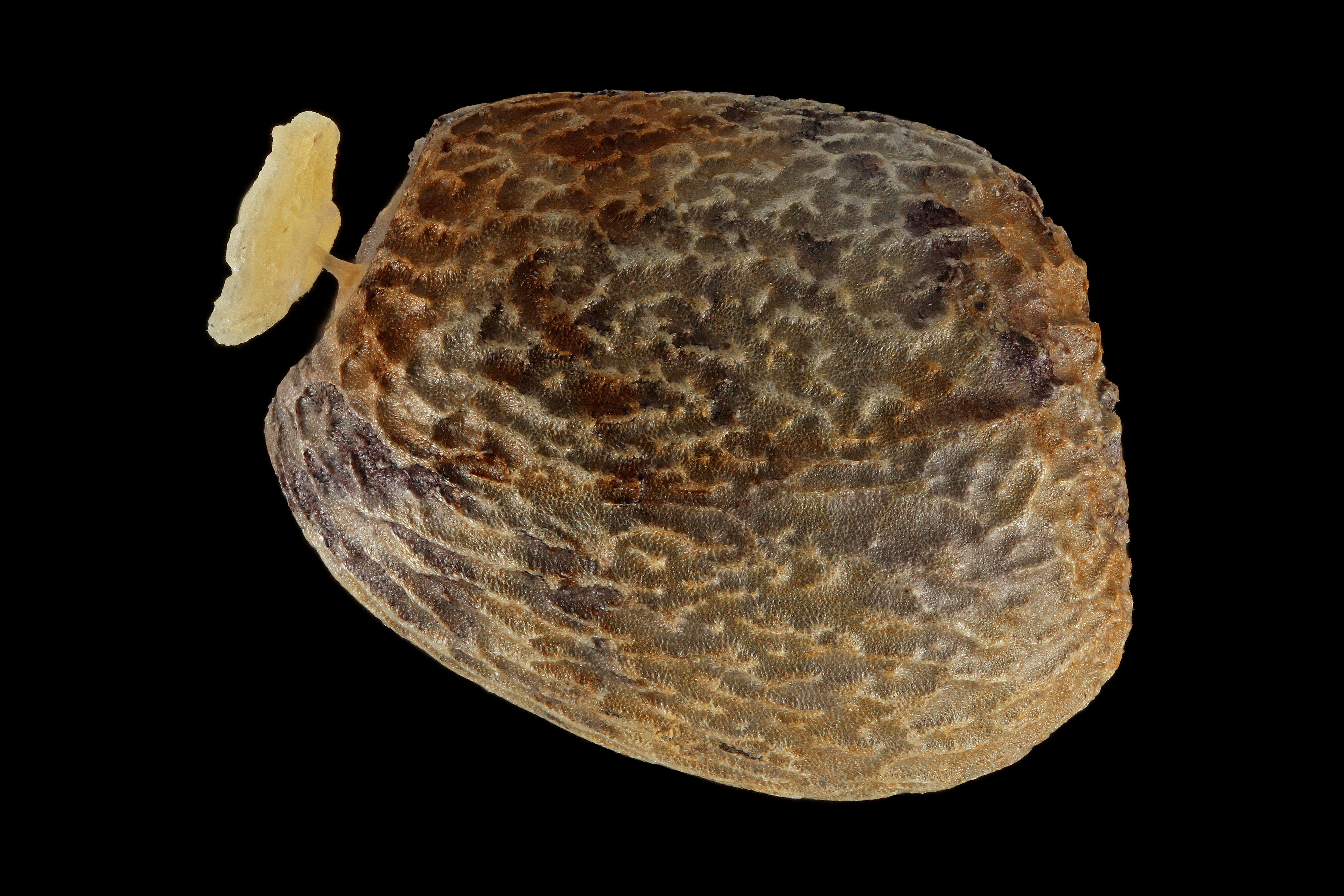
Semeno s přívěskem

Pryšec skočcový (Euphorbia lathyris) je okolo jednoho metru vysoká, planě rostoucí rostlina s lodyhou porostlou úzkými křižmostojnými listy, která se větví do bohatých lichookolíků s výraznými listeny a drobnými květy. V české přírodě je považován za nepůvodní druh, příležitostně se vyskytující neofyt, který byl do ní pravděpodobně úmyslně zavlečen ze Středomoří. V české krajině byl poprvé zjištěn roku 1872. Všechny části rostliny jsou jedovaté.

## Rozšíření
Bylina pochází ze střední a jihozápadní Asie, za její domovské území je považována oblast Kyrgyzstánu, Pákistánu a čínské autonomní oblasti Sin-ťiangu. Odtud byla postupně zavlečena do dalších zemí v západní, střední i jižní Asii, jakož i ve východní Africe. S příchodem novověku se dostala do jižní Evropy a odtud do Severní i Jižní Ameriky a na Nový Zéland. V České republice je někdy pěstována jako okrasná rostlina v zahradách, ve volné přírodě roste spíše ojediněle, častěji se objevuje na východě Čech.

## Ekologie
Terofyt, který během jednoho roku vyklíčí, vykvete, odplodí a následně uhyne. Semena vymrštěná z tobolek za příznivých podmínek někdy vyklíčí ještě na podzim, a pokud drobný zelený semenáč nepříliš tvrdou zimu přečká, rostlina se chová jako dvouletá, ozimá. Jednoletá rostlina vykvétá v červenci a srpnu a semena uzrávají v září a říjnu, ozimá mívá fenologické fáze uspíšené.
Na půdu není tato slabě dužnatá bylina náročná, může růst v lehké písčité, střední hlinité i těžké jílovité. Stejně tak jí nevadí různá hodnota pH, může být kyselá, neutrální i zásaditá. Požaduje vlhké, ale odvodněné stanoviště, v půdě trvale zamokřené neporoste. Daří se jí na plném slunci i v polostínu světlého lesa. Ploidie druhu je 2n = 20.
Obvykle roste na okraji polí jako plevel polních plodin i na narušovaných a člověkem ovlivněných synantropních stanovištích, jako jsou rumiště, okraje polních cest, silniční i železniční náspy, pískovny či lomy, ale i v přirozených puklinách nevysokých skal.

## Popis
Bylina s přímou šedozelenou, obvykle do 1 m vysokou, v horní části bohatě rozvětvenou lodyhou, jež vyrůstá z hrubého vertikálního kořene s mnoha postranními kořínky. Lodyha je pevná, uvnitř dutá, vespod až 1 cm tlustá a hustě porostlá jednoduchými vstřícnými, křižmostojnými listy. Čepele těchto sivozelených listů jsou úzké, čárkovité či podlouhle kopinaté, 5 až 15 cm dlouhé a 0,5 až 2,5 cm široké. Jsou bez řapíku, na bázi klínovité, na vrcholu zašpičatělé, po obvodě celokrajné, oboustranně lysé a mají nápadnou střední žilku. V horní části lodyhy přecházejí listy do podlouhle kopinatých a světleji zelených listenů. Lodyha i listy po poranění roní bílé latexové mléko.
V horní části lodyhy vyrůstají vrcholičnatá květenství cyathia. Obvykle jsou bohatě rozvětvená, se dvěma až třemi větvemi, jež se dále dvou až osminásobně větví. Tato koncová květenství bývají ještě někdy doplněna o úžlabní okolíky s dalšími cyathii. Nenápadné, drobné, žlutozelené květy jsou jednopohlavné, bez okvětí a vykvétají nad ozdobnými zákrovními listenci, které jsou trojúhelníkovité až srdčité a v době květu světle žlutozelené. Samičí květy jsou schopné opylit se pylem vlastního i jiného cyathia.
Po opylení květů hmyzem, převážně mouchami, vznikají asi 10 mm velké, kulovité, třípouzdré tobolky s měkkým oplodím, které mají tři hluboké rýhy. Obsahují tři vejčitá, asi 6 mm velká, hnědá semena se zřetelným dužnatým přívěskem.

## Rozmnožování
Pryšec skočcový se rozmnožuje výhradně semeny, kterých rostlina vyprodukuje velký počet, obzvláště roste-li ve výživné půdě. Prvotně se rozšiřují autochoricky, v důsledku napětí způsobeného nestejným vysycháním vrstev buněk ve stěnách plodů jsou z tobolek stojící rostliny vymršťována až do vzdálenosti 3 m. Druhotně mohou být ještě šířena myrmekochorně, pro olejnatý přívěsek jsou coby vítaná potrava odnášena mravenci. Bývají také za přívalového deště splavována vodou do níže položených a vlhčích míst. Semena z hloubky 1 cm vyklíčí při teplotě 20 °C asi za dva až tři týdny, při vyšší teplotě klíčí rychleji, z větší hloubky zase později.

## Význam
Latex vytékající z rostliny na vzduchu rychle tuhne a je obdobně jako celá rostlina toxický, zvláště nebezpečný je při kontaktu s okem, obsahuje mj. terpenoidní alkoholy a hořčiny. V minulosti se v lidovém léčitelství používal jako antiseptikum, účinný depilační prostředek a k odstraňování bradavic a kuřích ok. Semena jsou účinné diuretikum i laxativum, požití většího množství semen může vyvolat i potrat. Krátkodobý styk pokožky s listy obsahující toxické estery forbolu způsobuje zarudnutí, déletrvající kontakt i hluboké poškození pokožky.
Semena obsahují okolo 40 % čirého jemného oleje, který se dříve využíval při výrobě mýdla. V současnosti je pryšec skočcový počítán mezi perspektivní rostliny pro výrobě biopaliv, při současných cenách ropy však není jeho využití reálné. Rostlina nachází uplatnění v pověrách, podle kterých odpuzuje krtky a hlodavce ze zahrádek.